# Anne Wiazemsky
Anne Wiazemsky (Berlin, 1947. május 14. – Párizs, 2017. október 5.) francia színésznő, író. 
Az orosz Rurik-dinasztia és Pjotr Andrejevics Vjazemszkij orosz költő egyik leszármazottja, valamint François Mauriac Irodalmi Nobel-díjas francia költő unokája és Jean-Luc Godard felesége volt (1967–1979). Több regényt és forgatókönyvet is írt és színészként olyan neves rendezőkkel dolgozott, mint Pier Paolo Pasolini (Teoréma, Disznóól) vagy férje, Godard (A kínai lány, Minden rendben).

## Fontosabb filmjei

### Színészként
- Ville étrangère – Stéphanie (1988)
- Elle a passé tant d’heures sous les sunlights... – Christa (1985)
- Randevú – L’administratrice (1985)
- Grenouilles – Nora (1983)
- L'empreinte des géants – La Marraine (1980)
- L'enfant secret – Elie (1979)
- Couleur chair – La vendeuse (1978)
- Mon cœur est rouge – Calderon (1976)
- Die Auslieferung – Nathalie Herzen (1975)
- A vonat – leányanya (1973)
- Visszatérés Afrikából – Anne (1973)
- Le grand départ – Mona Lisa (1972)
- Minden rendben – balos nő (1972)
- Capricci – Manon (1969)
- Disznóól – Ida (1969)
- Az ember magja – Dora (1969)
- Teoréma – Odetta (1968)
- A kínai lány – Veronique (1967)
- Week-end (1967, rendező: Jean-Luc Godard)
- Vétlen Balthazár – Maria (1966)

### Forgatókönyvíróként
- A nevem: Elizabeth – rendező: Jean-Pierre Améris (2006)
- Toutes ces belles promesses – rendező: Jean-Paul Civeyrac (2003) („Hymnes à l’amour” című regényéből)

### Rendezőként
- Empreintes (3 részes dokumentumfilm-sorozat) (2007-2010) (Nicole Garcia, des ombres à la lumière (2010), Nathalie Baye, en toute liberté (2007), Danielle Darrieux, une vie de cinéma (2007) )
- Mag Bodard, un destin (dokumentumfilm) (2005)
- Les anges 1943, histoire d'un film (dokumentumfilm) (2004)

## Művei
Regények
- 1989: Mon beau navire
- 1991: Marimé
- 1993: Canines
- 1996: Hymnes à l'amour (1996 Prix Maurice Genevoix)
- 1998: Une poignée de gens (1998 Grand Prix du roman de l'Académie française) ISBN 2-07-074676-3
- 2001: Aux quatre coins du monde
- 2002: Sept garçons
- 2004: Je m’appelle Elizabeth
- 2007: Jeune Fille ISBN 2-07-077409-0
- 2009:  Mon Enfant de Berlin
- 2012:  Une Année studieuse ISBN 978-2-07-045387-0
- 2015:  Un an après ISBN 978-2-07-013543-1
- 2017:  Un saint homme ISBN 978-2-07-010712-4

Novellák
- 1988: Des filles bien élevées

Ifjúsági regény
- 2003: Les Visiteurs du soir (Stanislas Bouvier rajzaival)

Életrajzi művek
- 1992: Album de famille
- 2000: Il était une fois... les cafés (Roger-Viollet fotóival)
- 2000: Tableaux de chats
- 2001: Venise (Jean Noël de Soye fotóival)

Előszó
- 1994: En habillant

## Fordítás
- Ez a szócikk részben vagy egészben  az   Anne Wiazemsky című angol Wikipédia-szócikk fordításán alapul.  Az eredeti cikk szerkesztőit annak laptörténete sorolja fel. Ez a jelzés csupán a megfogalmazás eredetét és a szerzői jogokat jelzi, nem szolgál a cikkben szereplő információk forrásmegjelöléseként.